# Salvatore Marchesi
Salvatore de Castrone della Rajata, més conegut com a Salvatore Marchesi (Palerm, 15 de gener de 1822 – París, 20 de febrer de 1908) va ser un músic, baríton, traductor, llibretista i mestre de cant sicilià.
Fou oficial en la guàrdia de la noblesa napolitana, però hagué de deixar l'exèrcit el 1840 a causa de les seves idees polítiques. Després estudià Dret a Milà i Palerm, ensems que la música, però complicat en la Revolució de 1848, fou desterrat i marxà a Amèrica. Més tard es traslladà a Londres on fou deixeble del famós Manuel García, donant-se ben aviat a conèixer com un notable cantant de concerts.
El 1852 es casà amb Mathilde Graumann (Mathilde Marchesi) i junts van pertànyer a les companyies dels principals teatres d'Europa, fins que el 1854 foren contractats pel Conservatori de Viena com a professors de cant.
També fou un distingit compositor i deixà un gran nombre de melodies. Traduí a l'italià diverses obres alemanyes i franceses.